# Turbulência (1997)
Turbulence (bra/prt: Turbulência) é um filme estadunidense de 1997, dos gêneros ação e suspense, dirigido por Robert Butler e estrelado por Ray Liotta e Lauren Holly.

## Sinopse
Dois criminosos que eram escoltados numa viagem aérea para Los Angeles resolvem sequestrar o avião.

## Elenco
- Ray Liotta como Ryan Weaver
- Lauren Holly como Teri Halloran
- Catherine Hicks como Maggie
- Hector Elizondo coom Lt. Aldo Hines
- Rachel Ticotin como Rachel Taper
- Brendan Gleeson como Stubbs
- Ben Cross como Capitão Samuel Bowen
- Jeffrey DeMunn como Brooks

## Resposta da crítica
O filme foi recebido mal. O site Rotten Tomatoes deu-lhe uma classificação de 17% com três fresco e podre 15 de 18 comentários, com a classificação média foi de 3,3 em 10.